# Cannes-Écluse
Cannes-Écluse è un comune francese di 2 630 abitanti situato nel dipartimento di Senna e Marna nella regione dell'Île-de-France.

## Società

### Evoluzione demografica
Abitanti censiti